# Raya i posljednji zmaj
Raya i posljednji zmaj američki je animirani film iz 2021. Djelo je studija Walt Disney Pictures i Walt Disney Animation Studios. Režirali su ga Don Hall i Carlos López Estrada. Film je diljem svijeta do sada zaradio preko 71 milijun američkih dolara. Premijera filma bila je 5. ožujka 2021.

## Kratak sadržaj
Fantastična avantura inspirirana je kulturama jugoistočne Azije. U čarobnom gradu Kumandra, ljudi i zmajevi živjeli su zajedno u slozi. No, kada su zle sile poznate kao Druuni postale prijetnja za sve, zmajevi su, žrtvujući sebe, spasili čovječanstvo. Sada, 500 godina kasnije, ta ista čudovišta su se vratila, stoga je na Rayi, neustrašivoj i usamljenoj ratnici, pronaći posljednjeg zmaja kako bi zauvijek zaustavili Druune. Međutim, tijekom svog putovanja Raya će naučiti da će joj za spas svijeta trebati ipak nešto više od zmajeve magije – neophodno je povjerenje i timski duh prije svega. 

## Hrvatska verzija
Film je sinkroniziran na hrvatski jezik, pod okriljem Livada Produkcije. Glavnoj je junakinji Rayi glas posudila Tara Thaller, posljednjeg zmaja utjelovljuje Barbara Nola, a ostale glavne uloge sinkronizirali su Petra Svrtan, Noa Zelenko, Goran Navojec i Krešimir Mikić.